# Mantshwabisi
Mantshwabisi – wieś w Botswanie w dystrykcie Kweneng. Według spisu ludności z 2011 roku wieś liczyła 942 mieszkańców.